# Roger Toothaker
Roger Toothacker (27 de noviembre de 1634, Inglaterra-16 de junio de 1692, Boston, Massachusetts) fue un granjero y curandero, que murió en prisión durante los Juicios de Salem en la Nueva Inglaterra colonial.

## Antecedentes
Roger Toothacker nació en Inglaterra en 1634. En 1635 se embarcó en Londres con sus padres rumbo a Nueva Inglaterra, viajando del 21 de agosto al 11 de septiembre a bordo del Hopewell, al mando del capitán Babb. En febrero de 1638 su padre Roger Toothacker, Sr. murió y en diciembre su madre se casó con Ralph Hill y se instalaron en Billerica (Massachusetts). Roger hijo trabajó como asistente del doctor Samuel Eldred y más tarde él mismo se desempeñó como médico, aunque no tenía ningún estudio formal. En 1665 se casó con Mary Allen (1644-1695), que ejercía de comadrona, y tuvieron ocho hijos: Nathaniel, Martha, Allen, Roger, Sarah, Mary, Andrew y Margaret.
Toothacker, agricultor y curandero, afirmaba que su especialidad era la detección y castigo de brujas. Unos años antes de los juicios, alardeó de que había enseñado su oficio a su hija Martha Emerson, esposa de Joseph Emerson, y que había matado una bruja.

## Acusación y encarcelamiento
El 18 de mayo de 1692 Elizabeth Hubbard, Ann Putnam, Jr. y Mary Walcott acusaron al doctor Toothacker de brujería. Elizabeth era sirvienta en la casa del doctor William Griggs de Andover, rival del doctor informal.
El 28 de mayo su esposa Mary Toothacker y su hija Margaret (de nueve años) fueron detenidas junto con Martha Carrier, hermana de Mary, y Elizabeth Jackson, prima de Mary y Martha. Roger fue arrestado junto con John Willard, Thomas Farrar (o Farrer) de Lynn y Elizabeth Hart y enviado a la prisión de Boston, donde falleció un mes más tarde. Se dictaminó muerte natural, pero hay sospechas de que murió por la tortura o maltrato.

## Consecuencias
Martha Carrier fue ejecutada. Mary Toothacker fue examinada por el juez John Hathorne el 30 de julio. Dijo que tenía tanto miedo a los indios que había hecho un pacto con el diablo a cambio de protección. Los ataques indios eran todavía frecuentes. De hecho, dos días después del interrogatorio, atacaron Billerica quemando la casa vacía de los Toothacker.
A finales de enero de 1693 Mary y Margaret fueron liberadas y regresaron a la casa quemada. Mary continuo atendiendo enfermos y parturientas. El 5 de agosto de 1695 los indios volvieron a atacar la aldea de Billerica, Mary Toothacker fue asesinada y su hija Margaret capturada, nunca volvió a ser vista.